# Kétspórás pénzecskegomba
A kétspórás pénzecskegomba  (Laccaria fraterna) a Hydnangiaceae családba tartozó, Ausztráliából származó, de világszerte elterjedt, eukaliptuszok és akáciák alatt élő, ehető gombafaj.

## Megjelenése
A kétspórás pénzecskegomba kalapja 1-4 cm; alakja eleinte domború, majd laposan, néha homorúan kiterül. Széle kissé vagy közepesen bordázott; felszíne sima vagy nagyon finoman szőrözött. Színe vörösbarna, idősen fakó narancsbarnává változik. 
Húsa halványbarna. Szaga és íze nem jellegzetes.
Ritkás lemezei tönkhöz nőttek. Színük rózsás hússzínű.
Tönkje 2-7 cm magas és 0,3-0,5 cm vastag. Alakja karcsú, nagyjából egyenletesen hengeres. Felszíne finoman szőrös, gyakran hosszában bordázott. Színe a kalapéval megegyezik vagy kicsit sötétebb. Tövéhez fehér micélium tapad. 
Spórapora fehér. Spórája nagyjából kerek, 1-2 µm-es tüskékkel díszített, inamiloid; mérete 8,5-11 µm. A bazídiumokban két-két spóra található. 

### Hasonló fajok
Élőhelye alapján jól azonosítható. Hasonlíthat hozzá a húsbarna pénzecskegomba, a kétszínű pénzecskegomba, a pikkelyes pénzecskegomba vagy a vörösesbarna pénzecskegomba.  

## Elterjedése és termőhelye
Ausztráliából származik, az eukaliptuszok ültetésével elterjedt Európában, Észak- és Dél-Amerikában is. 
Eukaliptusz és akáciafajokkal alkot gyökérkapcsoltságot, ezek környékén fordul elő. Júniustól novemberig terem.
Ehető, bár nem túl finom gomba. A tönkje túlságosan rostos a fogyasztáshoz.

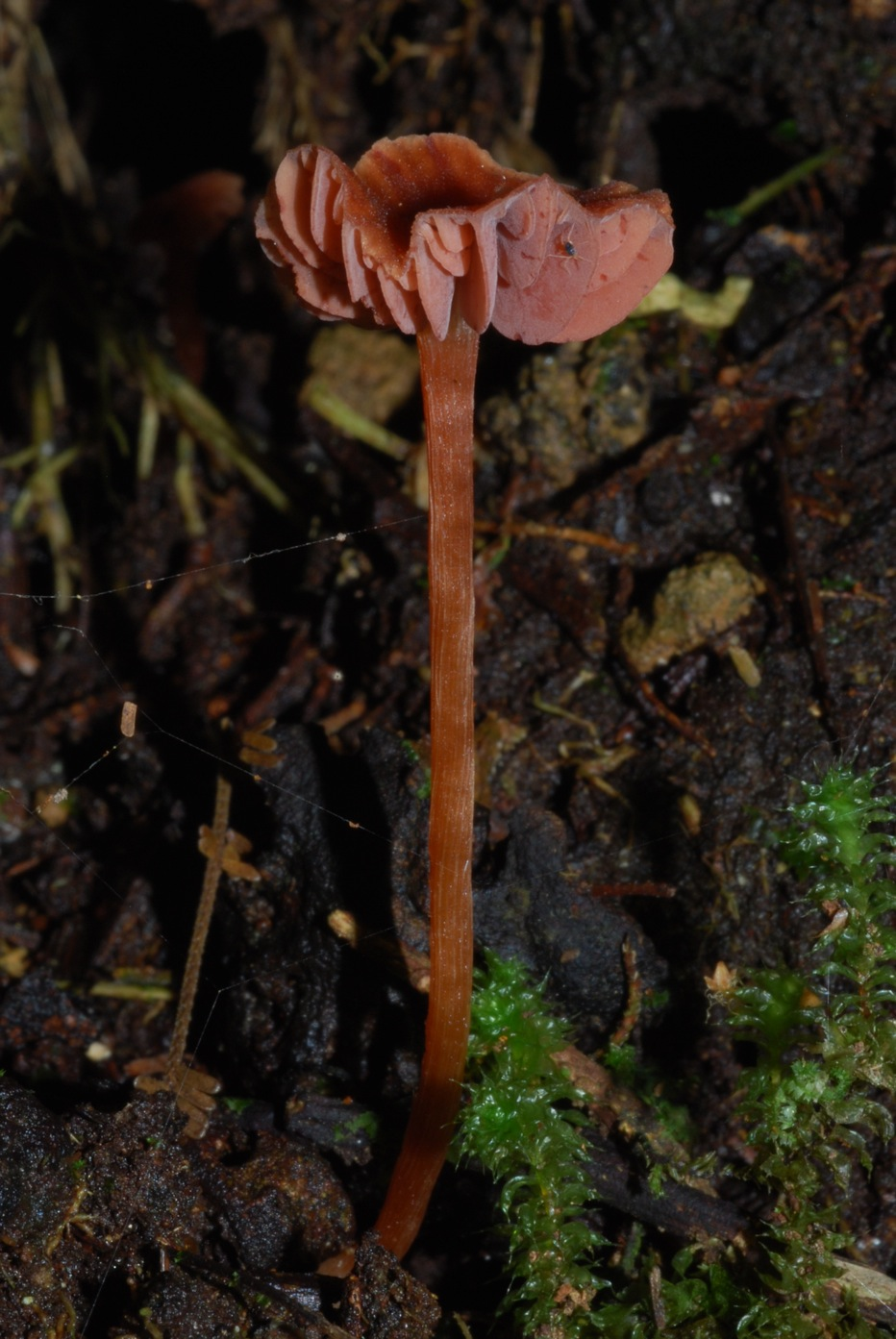
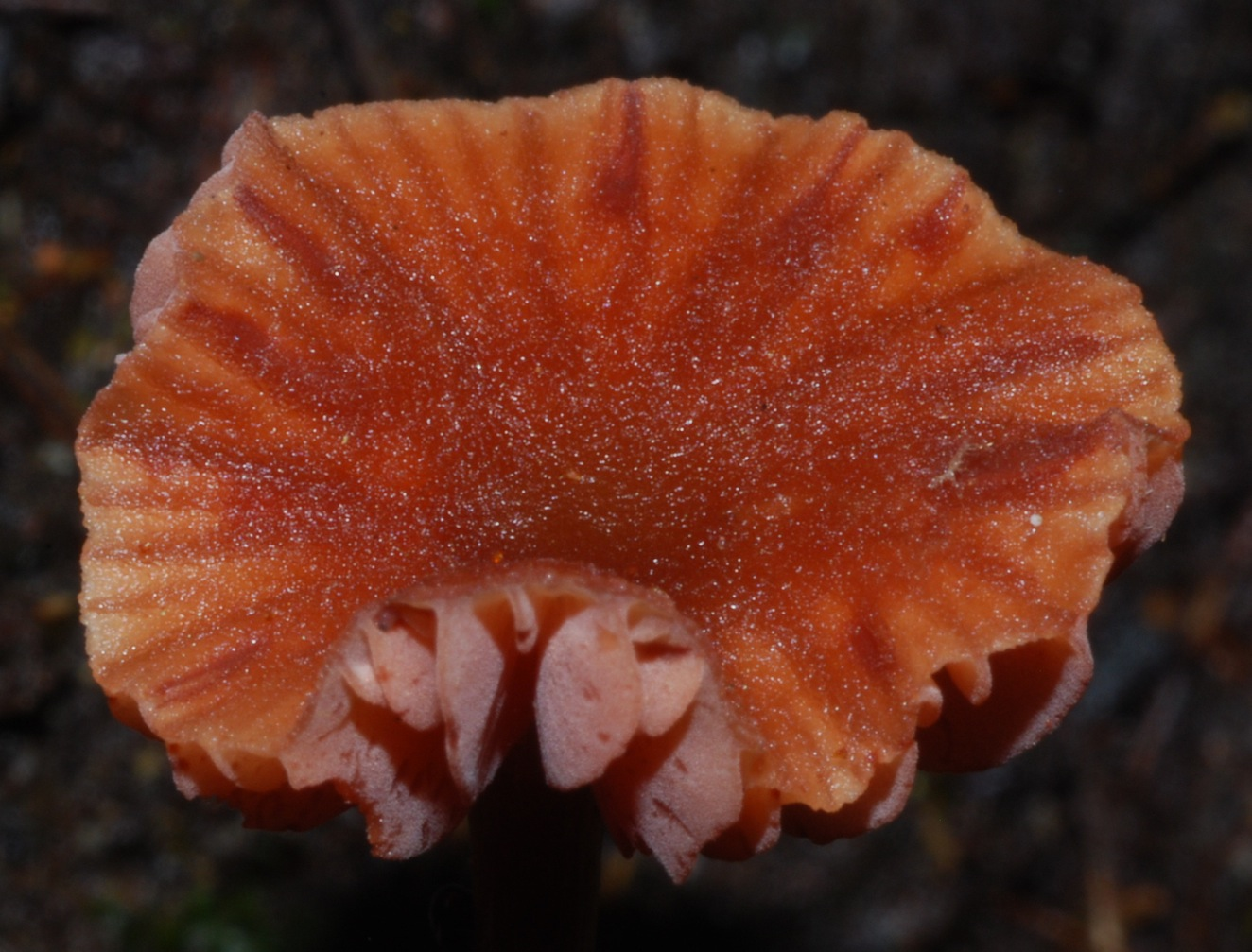
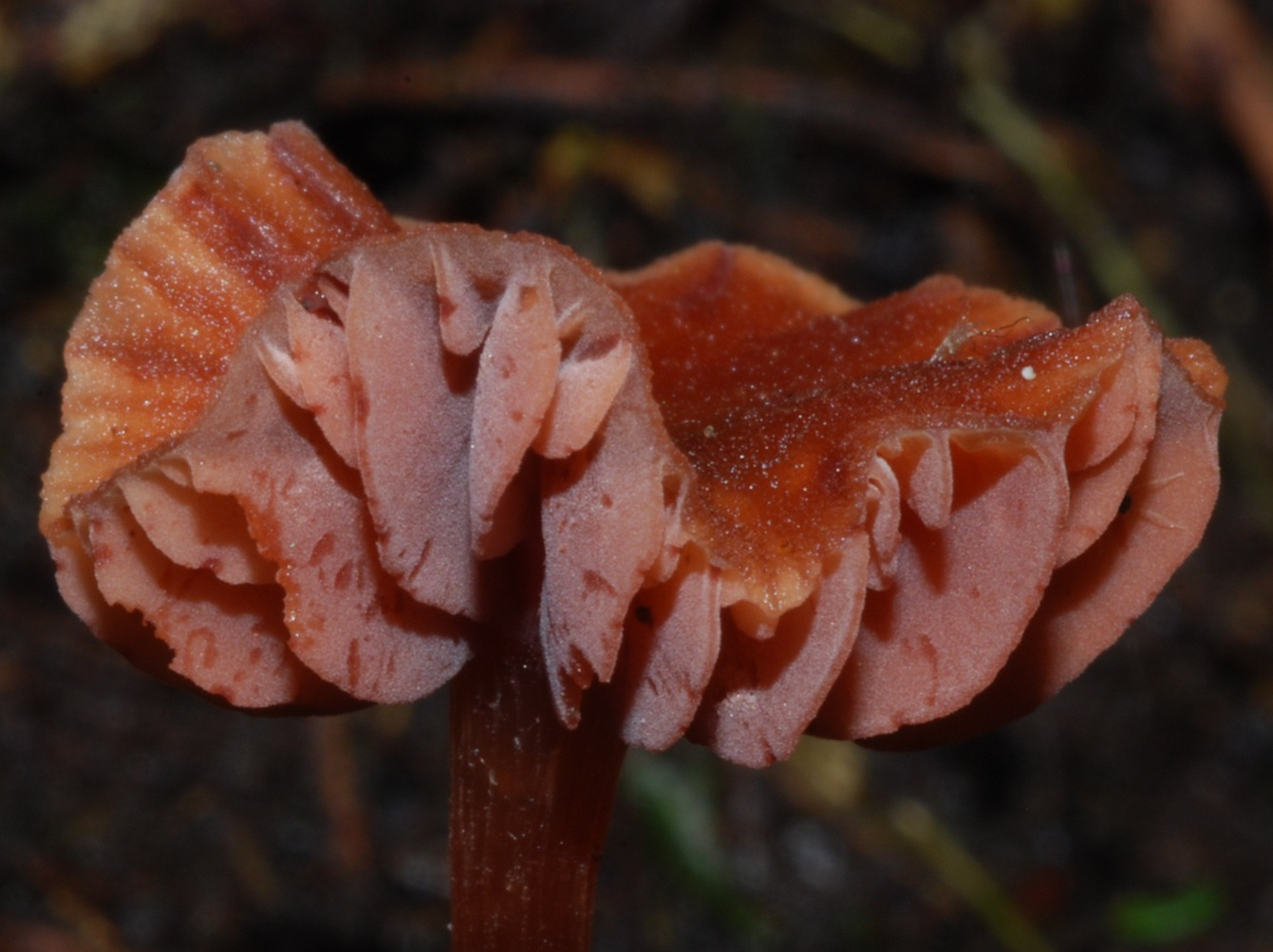
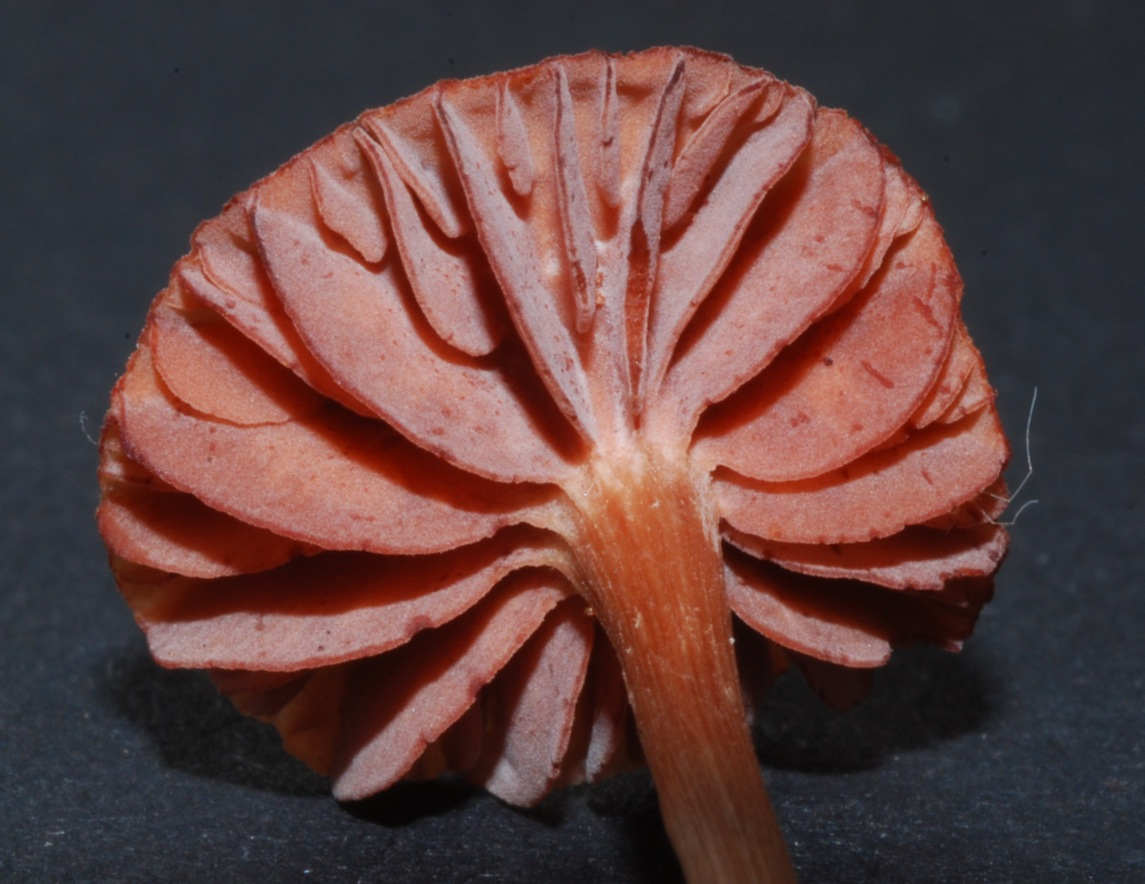